# Idea Bank (Ukraina)
Idea Bank (ukr. АТ Ідея Банк, d. Prikarpattya Bank, PlusBank) – ukraiński bank uniwersalny z siedzibą we Lwowie, działający od 1996. Należy do grupy kapitałowej Getin Holding, która od 2023 decyzją Narodowego Banku Ukrainy pozbawiona jest możliwości wykonywania prawa głosu z posiadanych akcji banku.

## Historia
Założony w 1996 r. jako Prikarpattya Bank z siedzibą w Iwano-Frankiwsku.
W 2007 r. akcjonariuszem większościowym banku został Getin Holding. W 2008 r. zmienił nazwę na PlusBank. W 2011 r. zmienił nazwę na Idea Bank i przeniósł siedzibę do Lwowa. Obsługuje zarówno klientów indywidualnych, jak i instytucjonalnych. Od tego czasu jest wiodącym ukraińskim bankiem w segmencie kredytów samochodowych.
W 2019 r. Getin Holding zawarł umowę warunkową sprzedaży banku na rzecz konsorcjum Dragon Capital, która w 2020 została rozwiązana z uwagi na niewypełnienie jej warunków przez kupującego.
Od czasu rozpoczęcia inwazji Rosji na Ukrainę w 2022 bank prowadzi działalność w ograniczonym zakresie.
W 2023 r. Getin Holding, będący właścicielem 100% akcji banku, decyzją Narodowego Banku Ukrainy (NBU) pozbawiony jest możliwości wykonywania prawa głosu z posiadanych akcji banku. Prawo to powierzono wyznaczonemu przez bank centralny powiernikowi, Jackowi Piechocie. Powodem było uznanie przez NBU reputacji biznesowej właścicieli znacznego pakietu akcji Spółki Akcyjnej »Idea Bank« (...) Pana Leszka Czarneckiego oraz Emitenta za naruszoną i zastosowania wobec nich środków wywierania wpływu w postaci czasowego zakazu wykonywania prawa głosu do czasu usunięcia naruszenia.